# Eastland County
Eastland County je okres ve státě Texas v USA. K roku 2010 zde žilo 18 583 obyvatel. Správním městem okresu je Eastland. Celková rozloha okresu činí 2 414 km².